# Polychrus gutturosus
Polychrus gutturosus є видом ящірок, що зустрічаються в тропічній частині Центральної та Південної Америки. Мешкає в лісах і джунглях від Гондурасу до Еквадору. Він може досягати до 70 см у загальну довжину, включаючи дуже довгий хвіст, а самці значно менші за самок. Цю комахоїдну ящірку часто можна побачити, тримаючись за гілки. Може навіть триматися задніми лапами, хоча пересувається так повільно.
Рід Polychrus часто відносять до родини Polychrotidae, але деякі вважають за краще розглядати його як підродину Polychrotinae родини Iguanidae.